# Château Miranda

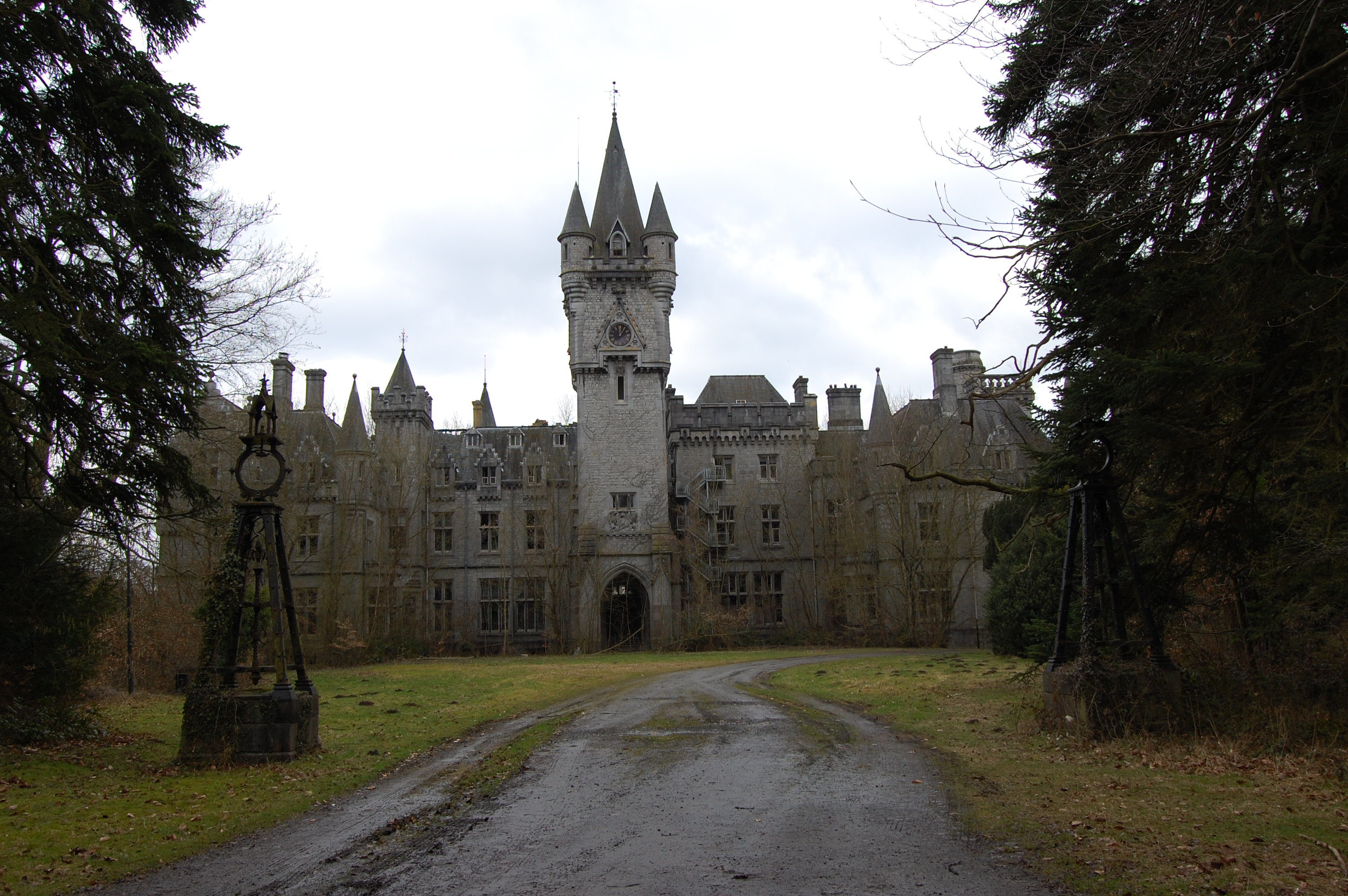
Vorderansicht (2009)

Château Miranda oder auch Château de Noisy war ein neogotisches Schloss nahe dem Ort Celles in der Provinz Namur in den belgischen Ardennen.

## Geschichte

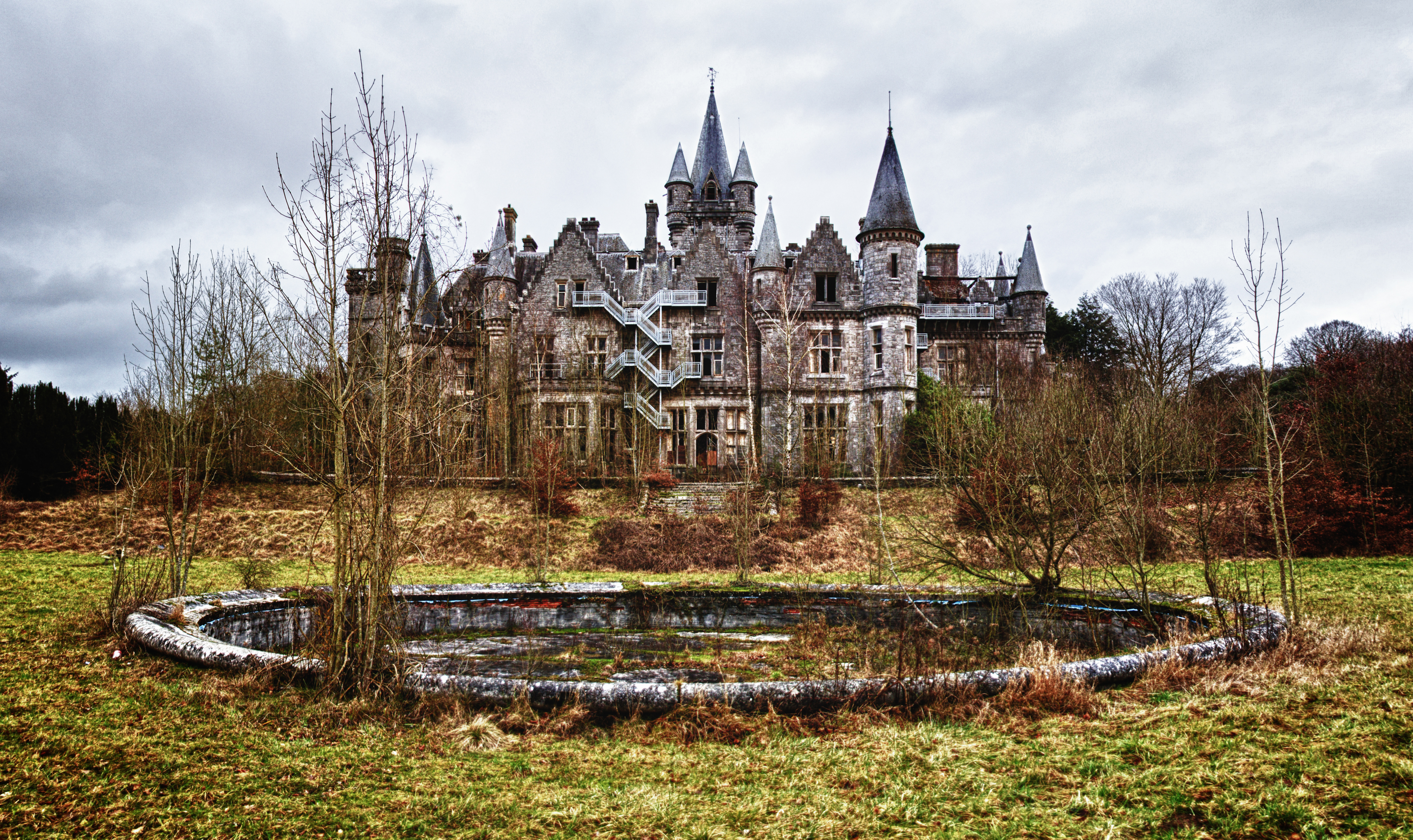
Rückansicht (2012)

Auf dem Grund des späteren Schlosses befand sich einst der Bauernhof Noisy, wohin die Herren des nahe gelegenen Schlosses Vêves 1792 flohen, als sie im Zuge der Französischen Revolution von ihrem Stammsitz vertrieben wurden. Deren Nachfahren aus dem Hause Liedekerke-Beaufort de Celles fanden Gefallen an der Lage und ließen dort ab 1866 das Schloss Miranda erbauen. Beauftragt wurde damit der englische Architekt Edward Milner. Dieser verstarb im Verlauf der Bauarbeiten, die daraufhin vom französischen Architekten Pelchner fortgeführt wurden. 1903 entstand so der imposante, 56 Meter hohe Uhrenturm, ehe 1907, trotz weiterer Pläne, die Bautätigkeit beendet wurde.
Das Schloss diente fortan als Sommerresidenz der Familie Liedekerke-Beaufort. Während des Zweiten Weltkrieges wurde es von deutschen Truppen besetzt. Nach dem Krieg bewohnte die Familie fortan den rechten Flügel des Schlosses und vermietete das übrige Schloss an die Nationale Gesellschaft der Belgischen Eisenbahnen (SNCB) als Ferienwohnheim für die Kinder von Bahnangestellten. Die SNCB kündigte den Mietvertrag im Jahr 1977 wegen gestiegener Kosten. Graf Liedekerke-Beaufort gründete 1978 eine Stiftung, um das Schloss weiterhin als Heim nutzen zu können, nun vor allem für Schulklassen, und machte es der Öffentlichkeit zugänglich. Er suchte im Jahre 1990 vergeblich Investoren, um das Schloss in ein Hotel umzuwandeln.
Ab 1991 war das Schloss verlassen; es begann zu verfallen. 1995 brannte der Dachstuhl, wohl verursacht durch eingedrungene Jugendliche. Graf Liedekerke-Beaufort ließ daraufhin die noch verwertbare Inneneinrichtung wie Kamine, Marmor und Parkett demontieren. In den folgenden Jahren nahmen Vandalismusschäden und Diebstähle stark zu. Teile des Schlosses stürzten ein; in den Jahren 2010 und 2011 brannte es darin erneut. Die Gemeinde Houyet bot dem Grafen Liedekerke-Beaufort einen Ankauf an, was dieser jedoch ablehnte. Das Schloss wurde daraufhin von der Denkmalliste gestrichen, womit dem Eigentümer ein Abriss eingeräumt wurde. Diese Pläne wurde in belgischen Medien kritisch kommentiert; ein Verein zum Erhalt des Schlosses wurde gegründet.

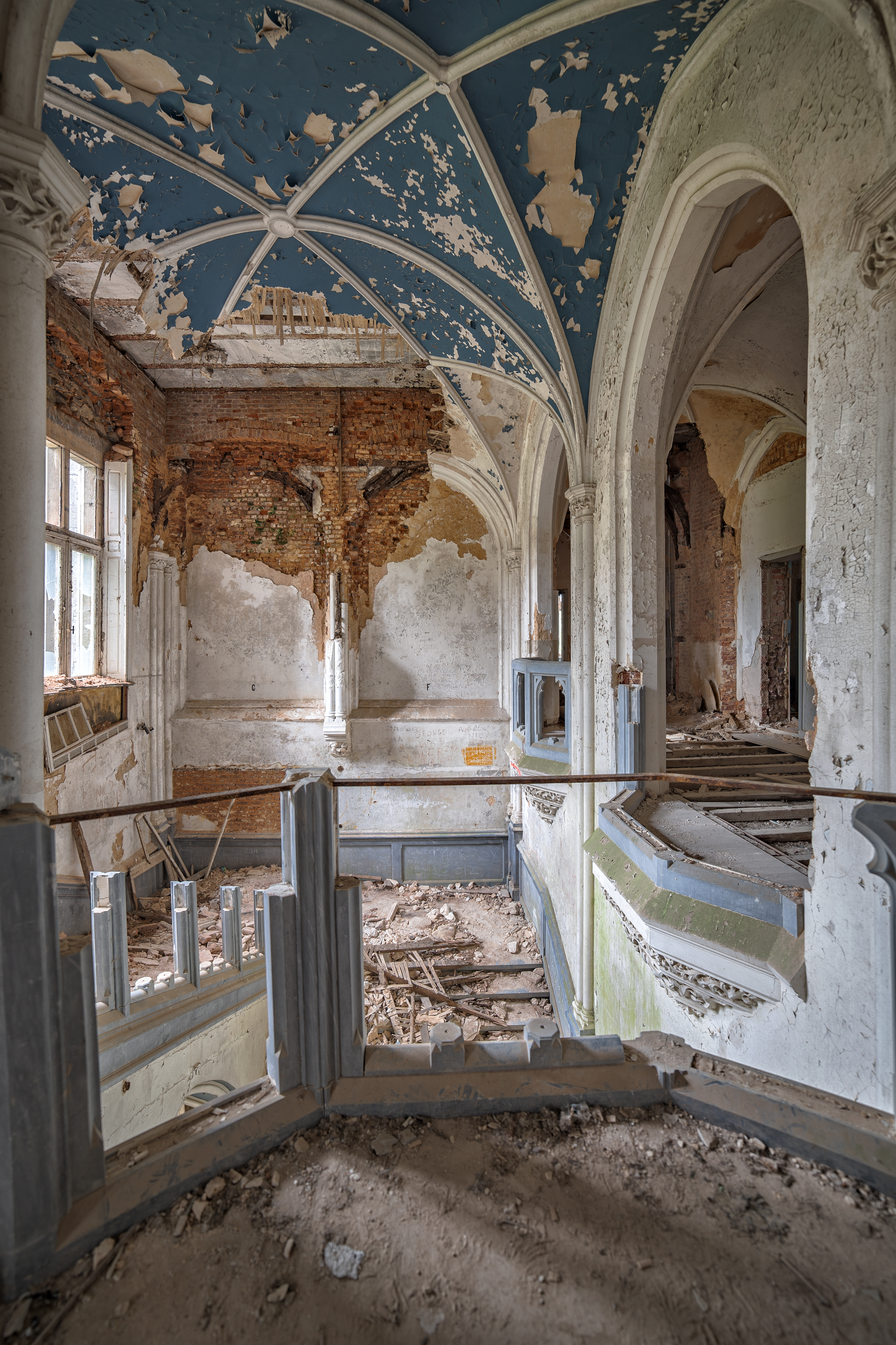
Baulicher Zustand im Inneren (2014)

Auch aufgrund des maroden Zustandes entwickelte sich Château Miranda zum Inbegriff eines Spukschlosses, was neben erlebnisorientierten Jugendlichen vor allem Liebhaber von Lost Places und Urban Exploration anzog. Der Eigentümer ließ das Schloss zeitweise bewachen.
Am 24. Oktober 2016 begann der Abriss des Schlosses. Kurz danach erzwang ein Anwalt aus Lüttich einen Stopp, weil Fledermäuse im Schloss waren. Der Abbruch begann am alten Uhrenturm, das Objekt war dabei mit NATO-Draht gesichert. Von Mai 2017 bis Oktober 2017 wurde das Schloss abgerissen.

## Sonstiges
- 2015 wurden im Schloss Szenen für die Fernsehserie Hannibal gedreht.
- Die US-amerikanische Horrorpunkband Wednesday 13 vertrieb Merchandising, wie T-Shirts, mit dem Schloss als Motiv.
- Der deutsche Autor Oliver S. ließ sich von Miranda inspirieren. In seinem 700-seitigen Psychodrama "Inside the Sickness" (ISBN 978-3-7541-5944-6; deutsche Ausgabe – veröffentlicht 2021) wurde das Chateau zu einem der Haupthandlungsorte. Laut Autor wollte er schon immer etwas Düsteres schreiben und als er dann das Chateau de Noisy sah, wusste er, dass dieses Schloss ein Andenken bekommen muss.